# خوليو سيزار لا كروز
خوليو سيزار لا كروز (مواليد 11 أغسطس 1989) هو ملاكم كوبي، مثّل بلاده في الألعاب الأولمبية الصيفية 2012 وحقق الميدالية الذهبية في فئة الوزن الثقيل الخفيف.

## روابط خارجية
خوليو سيزار لا كروز على موقع بوكس ريك (الإنجليزية) (registration required)
- خوليو سيزار لا كروز على موقع اللجنة الأولمبية الدولية (الإنجليزية)
- خوليو سيزار لا كروز على موقع أوليمبيديا (الإنجليزية)